# 愛音羽麗
愛音 羽麗（あいね はれい、5月24日 - ）は、日本の女優。元宝塚歌劇団花組の男役。
大阪府豊中市生まれ、大阪府立少路高等学校出身。公称身長168cm、血液型O型。宝塚歌劇団時代の愛称は「みわっち」、「みわ」、「あやこ」。

## 来歴・人物
初めて宝塚公演を見たのは「キス・ミー・ケイト」。その後母と一緒に大劇場へ通っていたが、当初は宝塚の舞台には、あまり興味が無かった。
しかし気が付くと熱心なファンになっており、中でも中学の時に見た『ベルサイユのばら』（76期生初舞台公演）の印象は強烈で（それまで男役という概念が無く、舞台にいた全員が女性だったことに愕然とした）、これがきっかけで音楽学校の受験を決意した。
その後、試験に向けて、バレエと声楽のレッスンを始めた。
当初は娘役志望で輪っかが入った（裾が大きく広がる）ドレスを着るのが夢だったという。
1995年、宝塚音楽学校入学。第83期生。同期には天勢いづる、彩乃かなみ、紫城るい、琴まりえ、悠未ひろ等がいる。
1997年、宝塚歌劇団入団。入団時の成績は6番。「仮面のロマネスク」で初舞台後、花組に配属。
美形男役として注目を集め、少年役に選ばれることが多かった。2001年「〜夢と孤独の果てに〜 ルートヴィヒII世」ではルートヴィヒの少年時代に、さらに同新人公演では国王に寵愛されるホルニヒ役に抜擢を受ける。さらには女役としても、「琥珀色の雨にぬれて」新人公演ではベテラン女役・矢代鴻の演じたエヴァ役が与えられた。
2003年、最後の新人公演「野風の笛」で初主演を果たす。以来芸域の広さを武器に、若手スターとしてキャリアを積む。
2007年、「舞姫」でバウホール単独初主演を果たす。当初はバウホール公演のみの予定だったが、好評を得て翌年に日本青年館で再演した。
2012年、『サン＝テグジュペリ －「星の王子さま」になった操縦士（パイロット）－』／『CONGA!!』の東京公演千秋楽（2012年10月14日）付けをもって、宝塚歌劇団を退団。なお、この公演で初めてのエトワールを務めた。
2013年、『私のダーリン』で退団後初舞台出演を果たす。
2014年、太鼓芸能集団・鼓童のメンバーである小田洋介との結婚を発表。
同年、『10 Carats Fabulous Revue Boys II』では演出助手を担当。
2016年、第1子妊娠を発表、8月に男児を出産。

## 宝塚歌劇団時代の主な舞台
- 1999年1〜5月、『夜明けの序曲』新人公演：津坂幸一郎（本役：春野寿美礼）
- 1999年6月、バウホール・日本青年館公演『ENDLESS LOVE』アリフ
- 1999年6〜7月、バウホール公演『ロミオとジュリエット'99」』ベンヴォーリョ
- 2000年4〜8月、『源氏物語　あさきゆめみし』夕霧の少年時代、新人公演：柏木（本役：伊織直加）
- 2000年6月、ドイツ・ベルリン公演『宝塚　雪・月・花』『サンライズ・タカラヅカ』
- 2000年11月〜2001年3月『〜夢と孤独の果てに〜 ルートヴィヒII世／Asian Sunrise』ルートヴィヒII世の少年時代、新人公演：リヒャルト・ホルニヒ（本役：春野寿美礼）
- 2001年7〜11月、『ミケランジェロ -神になろうとした男-／VIVA!』新人公演：ジュリアーノ（本役：匠ひびき）
- 2001年8月、愛華みれディナーショー『Felicita Arcobaleno』
- 2002年3〜6月、『琥珀色の雨にぬれて／Cocktail』アンリ、 新人公演：エヴァ（本役：矢代鴻）
- 2002年8月、博多座公演『あかねさす紫の花／Cocktail』天比古
- 2002年11月〜2003年2月、『エリザベート』シュテファン、新人公演：ルドルフ（本役：彩吹真央）
- 2003年3月、バウホール公演WS『おーい春風さん』清太 ＊バウ初主演
- 2003年5〜9月、『野風の笛／レヴュー誕生』枯野、新人公演：松平忠輝（本役：轟悠）＊新公初主演
- 2003年8月、轟悠ディナーショー『Yu Quiero Guitarras』
- 2003年10〜11月、全国ツアー『琥珀色の雨にぬれて／Cocktail』ミッシェル
- 2004年5〜6月、バウホール・日本青年館公演『NAKED CITY』ニコラ
- 2004年8〜11月、『La Esperanza-いつか叶う-／TAKARAZUKA舞夢!』ペペ、アンヘル（二役：芝居）、
- 2005年1月、バウホール公演『くらわんか』八五郎　＊主演
- 2005年3〜7月、『マラケシュ・紅の墓標／エンター・ザ・レビュー』イズメル
- 2005年8月、博多座公演『マラケシュ・紅の墓標／エンター・ザ・レビュー』ギュンター
- 2005年11月〜2006年2月、『落陽のパレルモ／ASIAN WINDS!』リカルド
- 2006年3〜4月、バウホール公演『スカウト』サム
- 2006年6〜10月、『ファントム』セルジョ、若かりし頃のキャリエール（二役）
- 2006年11〜12月、全国ツアー『うたかたの恋／エンター・ザ・レビュー』ゼップス
- 2007年2〜5月、『明智小五郎の事件簿-黒蜥蜴／TUXEDO JAZZ』書生（寺坂）
- 2007年6月、バウホール公演『舞姫－MAIHIME－』太田豊太郎　＊バウ単独初主演
- 2007年9〜12月、『アデュー・マルセイユ／ラブ・シンフォニー』ジャンヌ
- 2008年2月、中日劇場公演『メランコリック・ジゴロ -あぶない相続人-／ラブ・シンフォニーⅡ』フォンダリ
- 2008年3月、日本青年館公演『舞姫－MAIHIME－』太田豊太郎
- 2008年5月～8月、『愛と死のアラビア／Red Hot Sea』ドナルド・マクラウド
- 2008年10月、全国ツアー『外伝 ベルサイユのばら-アラン編-／エンター・ザ・レビュー』オスカル
- 2009年1～3月、『太王四神記』スジニ、セオ（二役）
- 2009年5月、全国ツアー『哀しみのコルドバ／Red Hot Sea Ⅱ』ビセント・ロペス
- 2009年7月、梅田芸術劇場メインホール公演『ME AND MY GIRL』ジェラルド、ジョン卿（役替わり）
- 2009年9月～11月、『外伝 ベルサイユのばら-アンドレ編-／EXCITER!!』オスカル
- 2009年12月～2010年1月、梅田芸術劇場メインホール・日本青年館公演『相棒』ノーマン・エヴァンス
- 2010年3月～5月、『虞美人―新たなる伝説―』韓信
- 2010年7月～10月、『麗しのサブリナ／EXCITER!!』ストーリー・テラー
- 2010年11月～12月、全国ツアー『メランコリック・ジゴロ－あぶない相続人－／ラブ・シンフォニーⅡ』フォンダリ
- 2011年2月～4月、『愛のプレリュード／Le Paradis!! -聖なる時間-』スティーブ・ドノバン
- 2011年6月～9月、『ファントム』シャンドン伯爵、アラン・ショレ（役替わり）
- 2011年10月～11月、梅田芸術劇場メインホール・日本青年館公演『カナリア』ラブロー、ジュール（２役）
- 2012年1月～3月、『復活／カノン』シモンソン
- 2012年5月、宝塚バウホール・日本青年館公演『近松・恋の道行』一つ屋嘉平次　＊主演
- 2012年7月～10月、『サン＝テグジュペリ －「星の王子さま」になった操縦士－／CONGA!!』メルモーズ＊退団公演　＊初エトワール

## 宝塚歌劇団退団後の活動

### 舞台
- 2013年3月～4月、ミュージカル『私のダーリン』（シアタークリエ）
- 2013年7～10月、坂東玉三郎×鼓童『アマテラス』（赤坂ACTシアター、博多座、南座）アメノウズメ役
- 2015年3月、『Live Airline』（俳優座劇場、コラニー文化ホール）
- 2015年5月、坂東玉三郎×鼓童『アマテラス』（大阪松竹座）アメノウズメ役
- 2015年7月、『ニューヨーク青春物語』（カメリアホール）

### テレビ
- WOWOW - 宝塚への招待 - 『CONGA!!』 - 副音声解説　（2014年7月、WOWOW）

## 受賞歴
- 2004年　宝塚歌劇団年度賞「新人賞」
- 2007年　宝塚歌劇団年度賞「努力賞」